# جي. روجر دينسون
جي. روجر دينسون (بالإنجليزية: G. Roger Denson)‏ هو صحفي أمريكي، ولد في 1956 في الولايات المتحدة.